# Ca’ Rezzonico

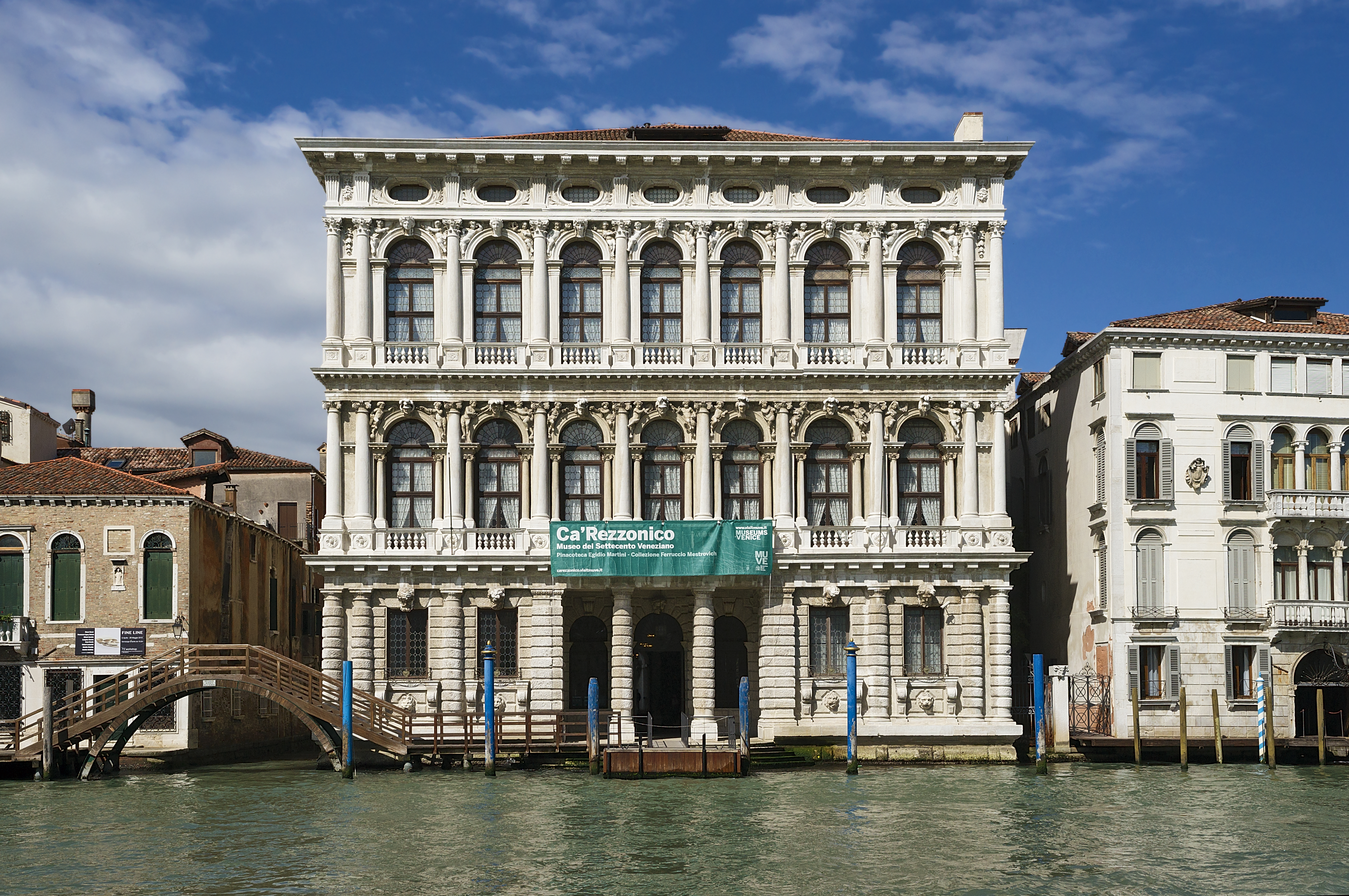
Ca’ Rezzonico am Canal Grande

Ca’ Rezzonico ist ein Palast am Canal Grande an der Mündung des Rio Barnaba im Sestiere Dorsoduro in Venedig. Heute befindet sich in dem Palast das bedeutende Museo del Settecento Veneziano (Museum des venezianischen 18. Jahrhunderts).

## Geschichte
Ursprünglich standen an dieser Stelle zwei Häuser der Familie Bon, die zum alten Adel Venedigs gehörte. 1649 gab Filippo Bon dem Architekten Baldassare Longhena, dem berühmtesten Vertreter des venezianischen Barock, den Auftrag, an dieser Stelle einen neuen, großartigen Palast zu erbauen. Bis 1661 entkernte Longhena die beiden älteren Häuser teilweise und fügte sie zu einem einzigen Baukörper zusammen; nun begann er mit der neuen, einheitlichen Fassade zum Kanal. Bei seinem Tod 1682 war diese bis zum ersten Stock gediehen. Doch der Bauherr Filippo Bon hatte mit dem Bau seine Finanzen ruiniert und musste Konkurs anmelden. Die Arbeiten wurden dann für mehrere Jahrzehnte eingestellt. Filippo Bon starb 1712 und seinen Söhnen und Enkeln fehlten die Mittel, den Bau zu vollenden. 

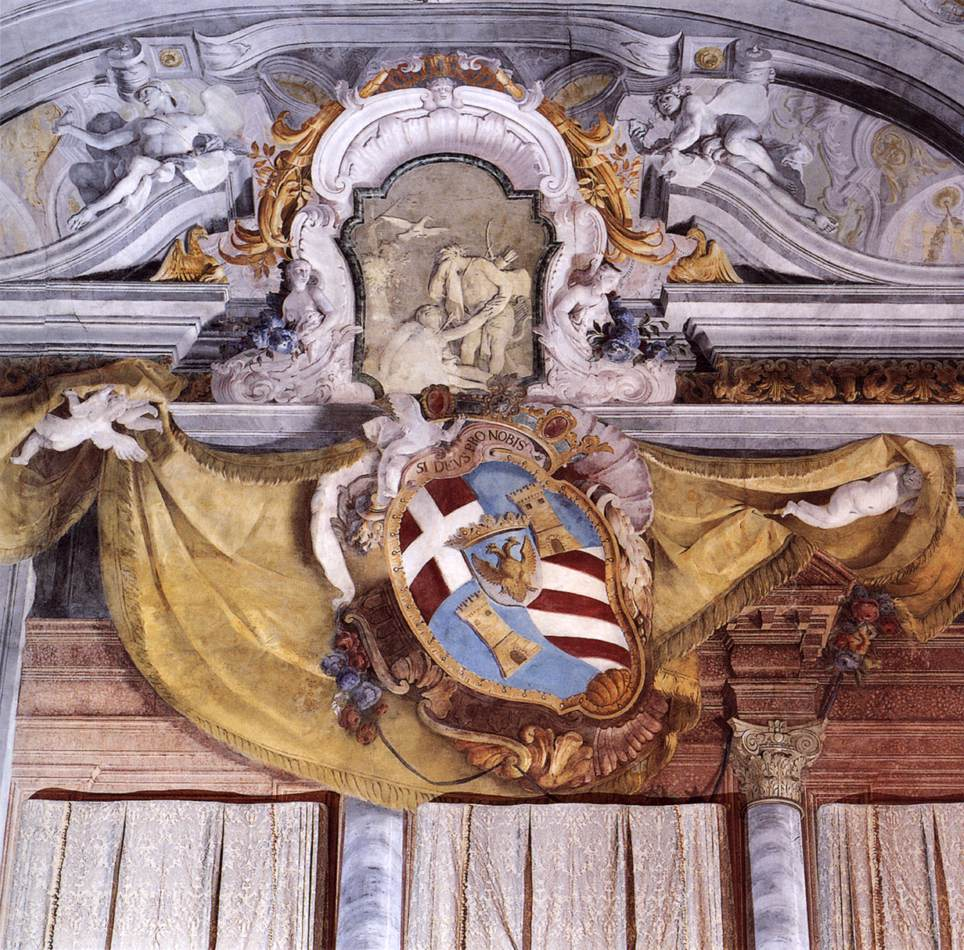
Wappen der Della Torre Rezzonico im Ballsaal

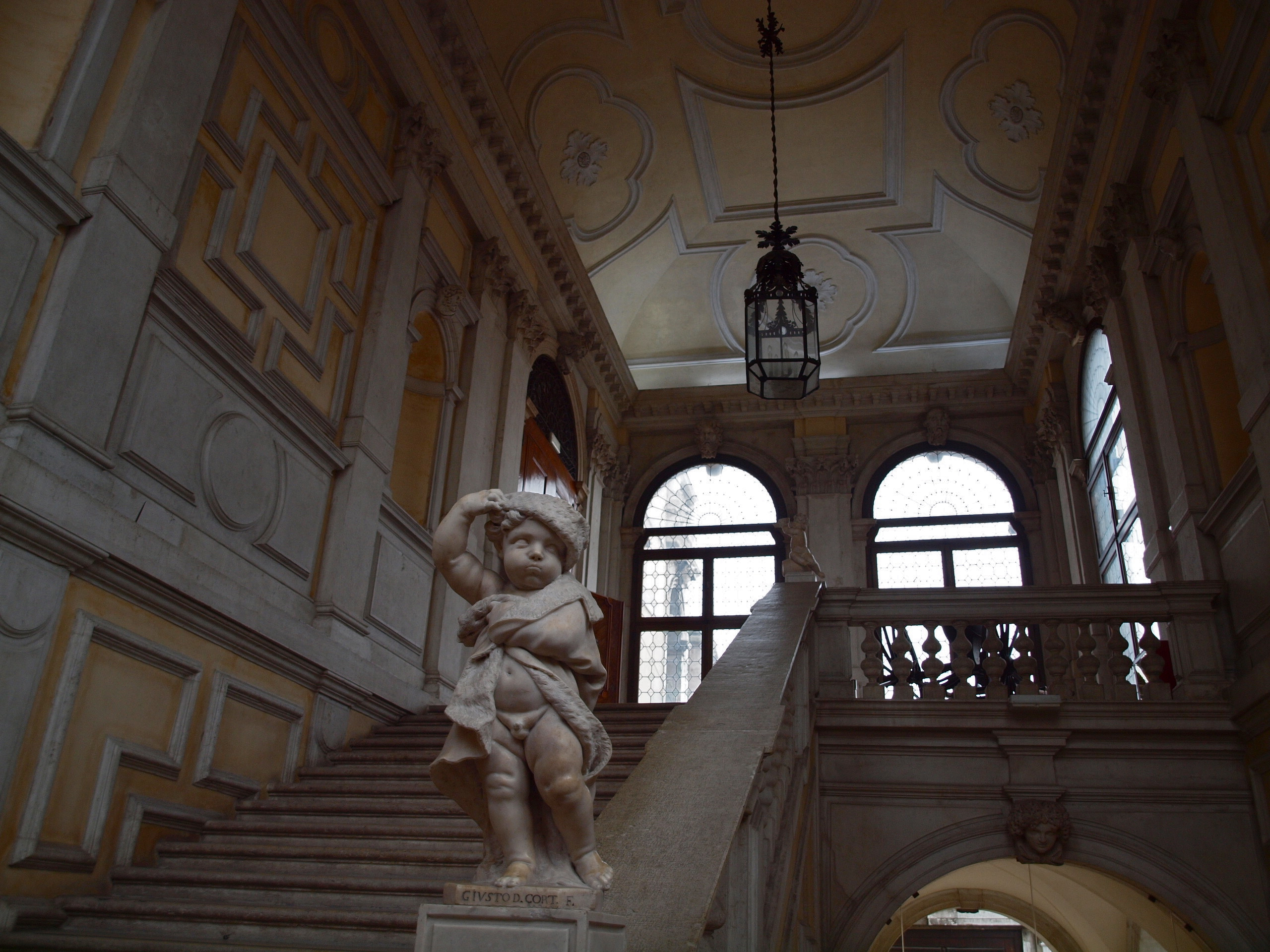
Treppenhaus

1750 erwarb der wohlhabende Bankier und Stoffhändler Giovanni Battista Rezzonico den halbfertigen Bau. Seine aus Rezzonico am Comer See stammende Familie hatte erst 1687 mit einer Zahlung von 100.000 Dukaten den Eintrag im Libro d’Oro und damit die Aufnahme in das Patriziat von Venedig erwirkt. Sie nannten sich della Torre di Rezzonico, da sie eine Abstammung vom Geschlecht der della Torre („vom Turm“) behaupteten, das bis 1311 über Mailand und einen Teil der Lombardei geherrscht hatte. Daher führten sie ein mit dem Turm-Wappen ergänztes Familienwappen, ähnlich wie seit 1645 die ursprünglich lombardische Familie Thurn und Taxis, deren Abstammung von den „Torriani“ fingiert war. Das Wappen prangt in Übergröße im Ballsaal. Sein Onkel Aurelio della Torre Rezzonico hatte ab 1638 in Venedig mit Tuchhandel ein Vermögen gemacht, war 1665 zum Reichsfreiherrn erhoben worden und hatte Giovanni Battista und dessen Bruder Quintiliano Rezzonico als Erben eingesetzt. Giovanni Battista heiratete Vittoria Barbarigo aus einer der ältesten venezianischen Familien. 
Um seinen neuen Stand und Reichtum gebührend zu repräsentieren, beauftragte Rezzonico den damals führenden Architekten Giorgio Massari mit der Planung und Fertigstellung des Baues, der im Wesentlichen dem Konzept Longhenas folgte. Städtische Inspektoren untersuchten das Gebäude und kamen zu dem Schluss, dass die ruinöse Struktur großteils einsturzgefährdet war. Lediglich der bis zum zweiten Obergeschoss fertiggestellte hintere Gebäudeteil war überdacht und konnte gerettet werden. Die von Longhena entworfene üppige hochbarocke Fassade wurde nur leicht modifiziert. Daher unterscheidet sich die Fassade von anderen Bauten Massaris wie dem gegenüber liegenden Palazzo Grassi, die bereits einem nüchterneren klassizistischen Barock verpflichtet sind. Er nahm jedoch einige kleinere Änderungen vor, um dem zeitgenössischen Geschmack gerecht zu werden, so entfernte er schwerfällige Doppelsäulen an der Fassade und ersetzte sie durch schlankere Säulen. Auch entfernte er einen schweren Säulensockel, um dem Gebäude ein leichteres, anmutigeres Aussehen zu geben und fügte die kleinen ovalen Fenster, die dem Gebäude einen Hauch von Rokoko verleihen, über den größeren Fenstern im zweiten Stock hinzu, um mehr Licht einzulassen. 

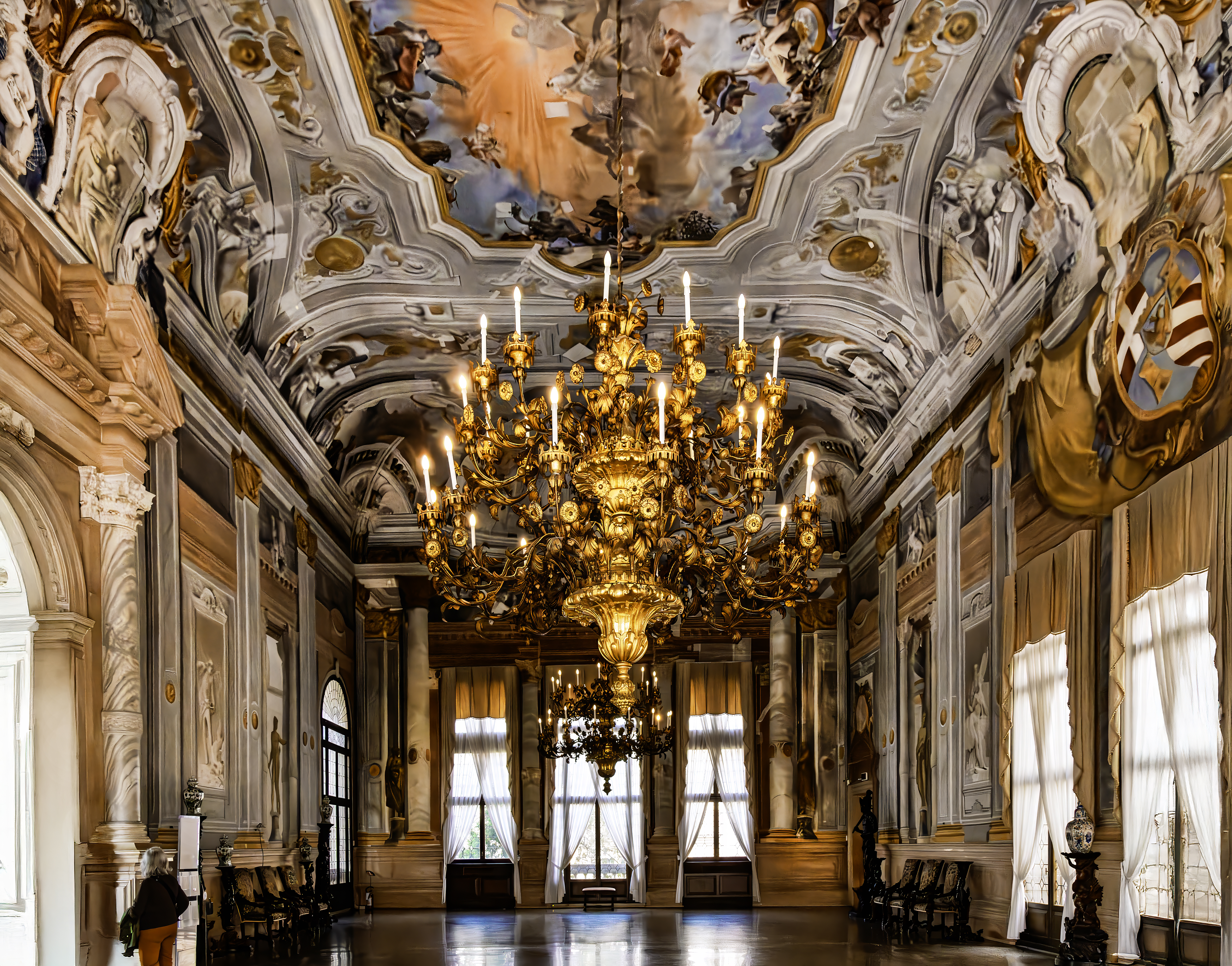
Der berühmte Ballsaal im Inneren

Die Fassade wurde zwischen 1750 und 1752 fertiggestellt. Massari brach mit einer venezianischen Sitte, indem er den großen Ballsaal auf der Rückseite des Gebäudes platzierte, ohne Blick auf den Kanal, aber mit verdoppelter Deckenhöhe. Er legte einen zeremoniellen Weg an, der die Besucher vom Dock und Tor des Canal Grande zu einem Brunnen im Innenhof führte, der vom Wappen Rezzonicos in Marmor überragt wird; dann betraten sie eine triumphale Halle mit monumentaler Treppe, die sie in den prachtvollen Ballsaal führte. Die Decken der Salons wurden mit Fresken von Giovanni Battista Crosato und Trompe-l’œil von Girolamo Mengozzi Colonna bemalt. 
Die Innenarbeiten waren 1757 fast abgeschlossen, als Giovanni Battista Rezzonico starb. Seine Söhne Aurelio und Carlo erbten den Palast. Letzterer war Priester geworden und seit 1743 Bischof von Padua. Im folgenden Jahr 1758 wurde er überraschend zum Papst gewählt und nannte sich Clemens XIII. Der neue Bau kam der nun päpstlichen Familie wie gerufen, um ihren Repräsentationspflichten nachzukommen. Allerdings nahm der neue Papst einen Großteil der Gemäldesammlung mit nach Rom, während er das Gebäude seinem Bruder überließ. Anlässlich der Hochzeit des Neffen Ludovico Rezzonico mit Faustina Savorgnan im selben Jahr wurden Giovanni Battista Tiepolo sowie Gaspare Diziani und Jacopo Guarana beauftragt, die Decken zweier Salons zu bemalen. Der Palast war 1759 Schauplatz weiterer Feierlichkeiten, als Aurelio Rezzonico zum Prokurator von San Marco gewählt wurde, und 1762, als Ludovico Rezzonico in dieselbe Position gewählt wurde. Drei Nächte lang wurden die Fassaden und Innenräume des Palastes mit Fackeln und Kerzen beleuchtet. 

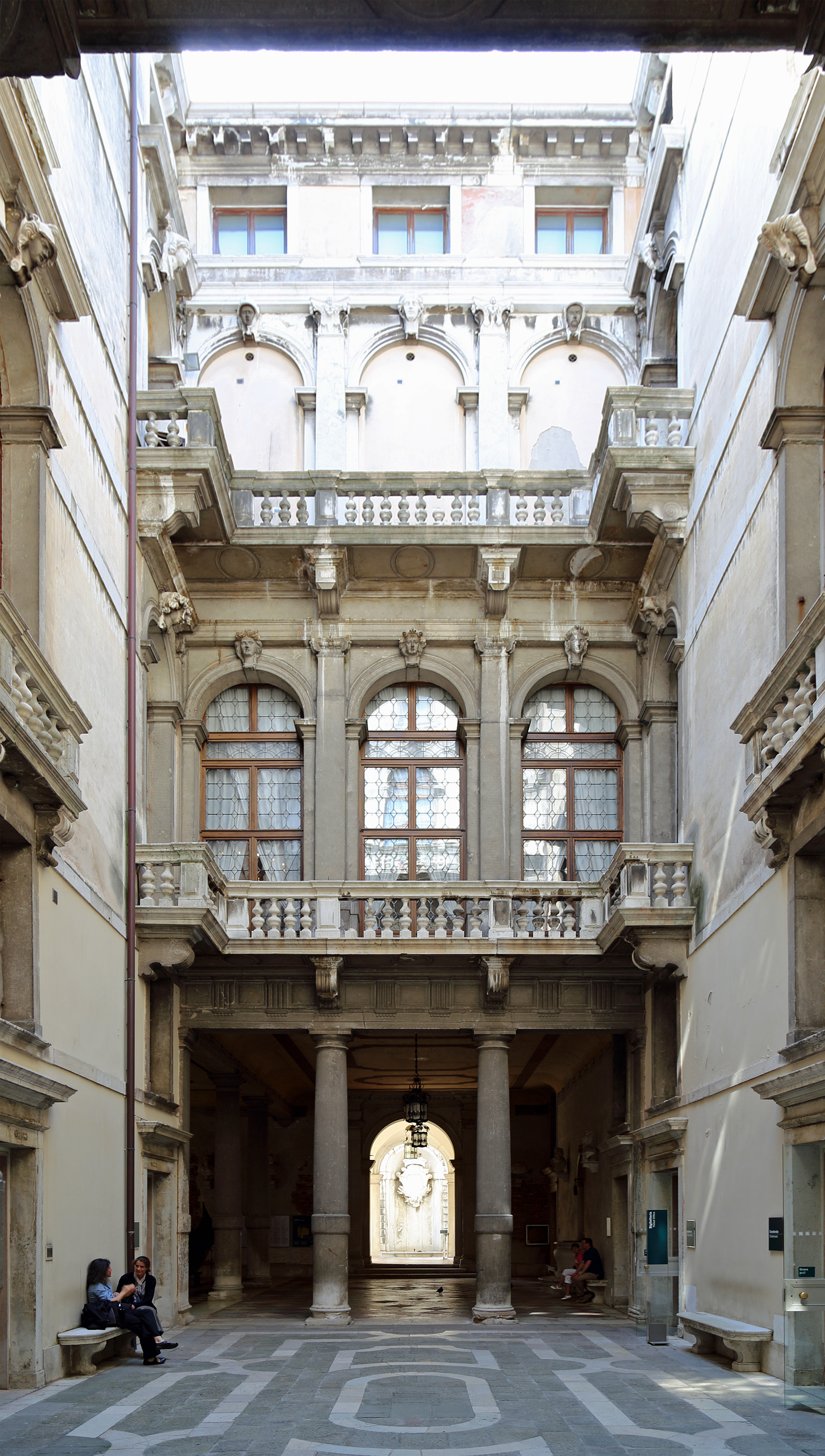
Innenhof

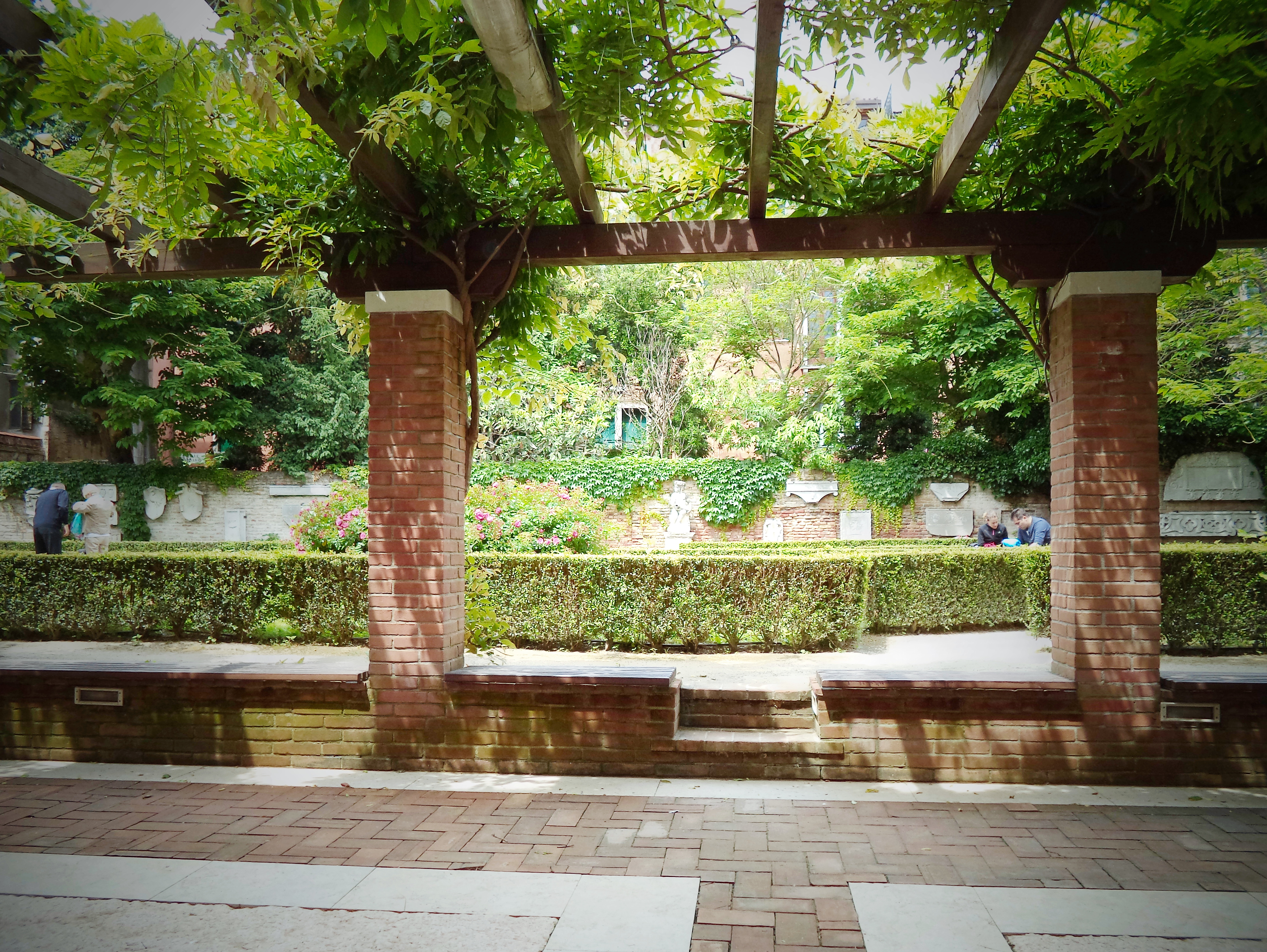
Garten

Nach dem Untergang der Republik Venedig ereilte die Familie die finanzielle Katastrophe. Viele Kunstschätze des Hauses wurden versteigert. Nach dem Tod des letzten Rezzonico 1810 wurde der Palast schließlich verkauft. In den folgenden hundert Jahren hatte der Palast viele Besitzer und Mieter, darunter Carlo Pindemonte, der 1832 das noch verbliebene Inventar verkaufte. Nur die Fresken blieben in situ. 1837 verkaufte Pindemonte das leerstehende Gebäude an Graf Ladislao Zelinsky, der es vermietete, unter anderem von 1840 bis 1857 an den Herzog von Modena, Franz von Österreich-Este, und seine Familie. Ab etwa 1850 wurde der zweite Stock des Palastes vom Antiquar und Kunsthändler Jacobo Querci della Rovere gemietet, der ihn als Galerie nutzte, um Gemälde von Rubens, Rembrandt, Caravaggio, Canaletto und anderen alten Meistern zu verkaufen. 1885 erwarb der Sohn des Dichters Robert Browning mit Mitteln seiner Frau die Ca’ Rezzonico als Domizil für seinen alten Vater, der hier 1889 starb. Auch der amerikanische Porträtmaler John Singer Sargent bewohnte ein Studio im Palast. 
1906 erwarb ihn Baron Carlo Leone Hirschel de Minerbi, der vor Kaiser Wilhelm II. den Zuschlag erhielt. Die jüdischen Hirschels hatten als Bankiers und Hoffaktoren von Maria Theresia in Triest ein Vermögen gemacht, wo sie ein repräsentatives Haus bewohnten, und ihr Geld unter anderem in Immobilien im Veneto und in Friaul angelegt, in Precenicco besaßen sie einen Landsitz. Der Baron, ein bekannter Dandy, Tennisspieler, Kunstsammler und -händler, von 1909 bis 1919 auch Parlamentarier, führte verschiedene Restaurierungsarbeiten im Gebäude durch und passte das Haus seinem eigenen Geschmack an. Er besaß auch den Palazzo Grimani a Santa Maria Formosa und die berühmte Villa Foscari. Er veranstaltete glänzende Kostümbälle, Diners bei Kerzenschein und Konzerte im Palast; eine Wohnung vermietete er in den 1920ern an Cole Porter, der hier spektakuläre Events mit Lichteffekten, einer Truppe von Hochseilartisten sowie 50 Gondeln veranstaltete. Aufgrund finanzieller Schwierigkeiten musste Hirschel de Minerbi das Gebäude während der Weltwirtschaftskrise verkaufen; die Verhandlungen mit der Stadt Venedig, die 1931 begannen, führten 1935 zum Erwerb durch die Stadt, die hier das Museum des venezianischen Settecento (18. Jahrhundert) einrichtete. 
Während des Zweiten Weltkriegs lagerte die Abteilung Kunstschutz der deutschen Wehrmacht die in Oberitalien geraubten Kunstschätze hier und in der Ca’ Pesaro. Nach dem Krieg unterstand die Ca’ Rezzonico der alliierten Division of Monuments, Fine Arts and Archives (Allied Military Government, Venice Region). Bereits von 20. Juli bis 30. November 1945 konnte mit den Kunstwerken, die vielfach aus privaten, sonst schwer zugänglichen Sammlungen stammten, eine Ausstellung unter dem Titel Mostra di Cinque Secoli di Pittura Veneta in den Neuen Prokuratien stattfinden. Für den Katalog schrieb Bürgermeister Giovanni Ponti das Vorwort.

## Baubeschreibung
Longhenas Entwurf des Palastes stand im scharfen Gegensatz zu der floralen Gotik der meisten früheren venezianischen Paläste. Der Kritik zahlreicher venezianischer Kunstliebhaber ausgesetzt, allen voran John Ruskin, zeichnet sich die Fassade durch ihre Größe und Monumentalität aus. Die vierstöckige zum Canal Grande gewandte Fassade ist in Marmor ausgeführt und spiegelt das Prestige der Familie des Erbauers wider. Im Erdgeschoss befindet sich eine Eingangsvorhalle, flankiert von je zwei Fenstern. Die sieben gleichberechtigten Fenster des zweiten und dritten Stockwerks weisen jedes einen vorgesetzten Balkon auf. Durch die tiefe Gliederung der Fassade erzielt Longhena interessante Hell-Dunkeleffekte. Das vierte Stockwerk weist kleine ovale Fenster auf.
Der Palast ist um einen Arkadenhof mit einem Brunnen gruppiert. Von Massari stammt der riesige, sich über zwei Stockwerke erstreckende Ballsaal, der über ein repräsentatives Stiegenhaus zugänglich ist.

## Innenausstattung
Der Palast ist einer der wenigen venezianischen Adelspaläste, die heute öffentlich zugänglich sind, und vermittelt einen wertvollen Eindruck vom Leben der reichen venezianischen Oberschicht im 18. Jahrhundert. Er beherbergt heute das Museo del Settecento Veneziano, mit zahlreichen Kunstwerken und Innenausstattungen aus einer der absoluten Blütezeiten der venezianischen Malerei und Kunst. Man findet hier Werke des Spätbarock, Rokoko und des frühen Klassizismus, unter anderem Gemälde und Fresken von Pietro Longhi, Canaletto, Francesco Guardi, Vater und Sohn Tiepolo, sowie Möbel und Einrichtungen, die aus anderen Palästen und Villen hierher gebracht wurden.
Von der ursprünglichen Ausstattung sind noch erhalten:
- Pietro Visconti: Trompe-l’œil Dekoration der Seitenwände des Ballsaals
- Giambattista Crosato: Deckengemälde Apollo lenkt den Sonnenwagen über die Kontinente (Ballsaal)
- Giovanni Battista Tiepolo: Allegorie auf die Vermählung Ludovico Rezzonicos mit Faustina Savargnan

## Galerie

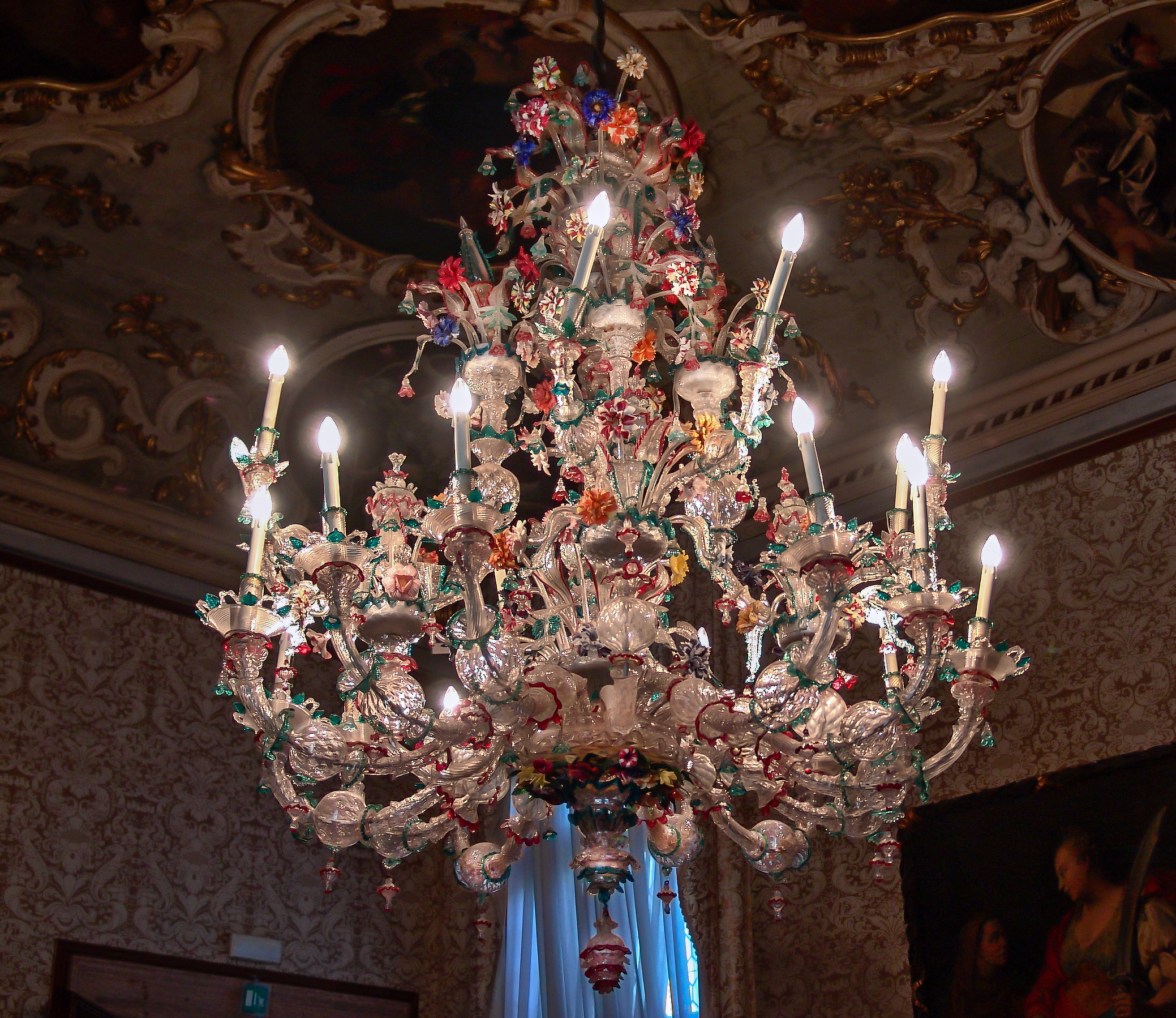
Murano-Glas Kronleuchter
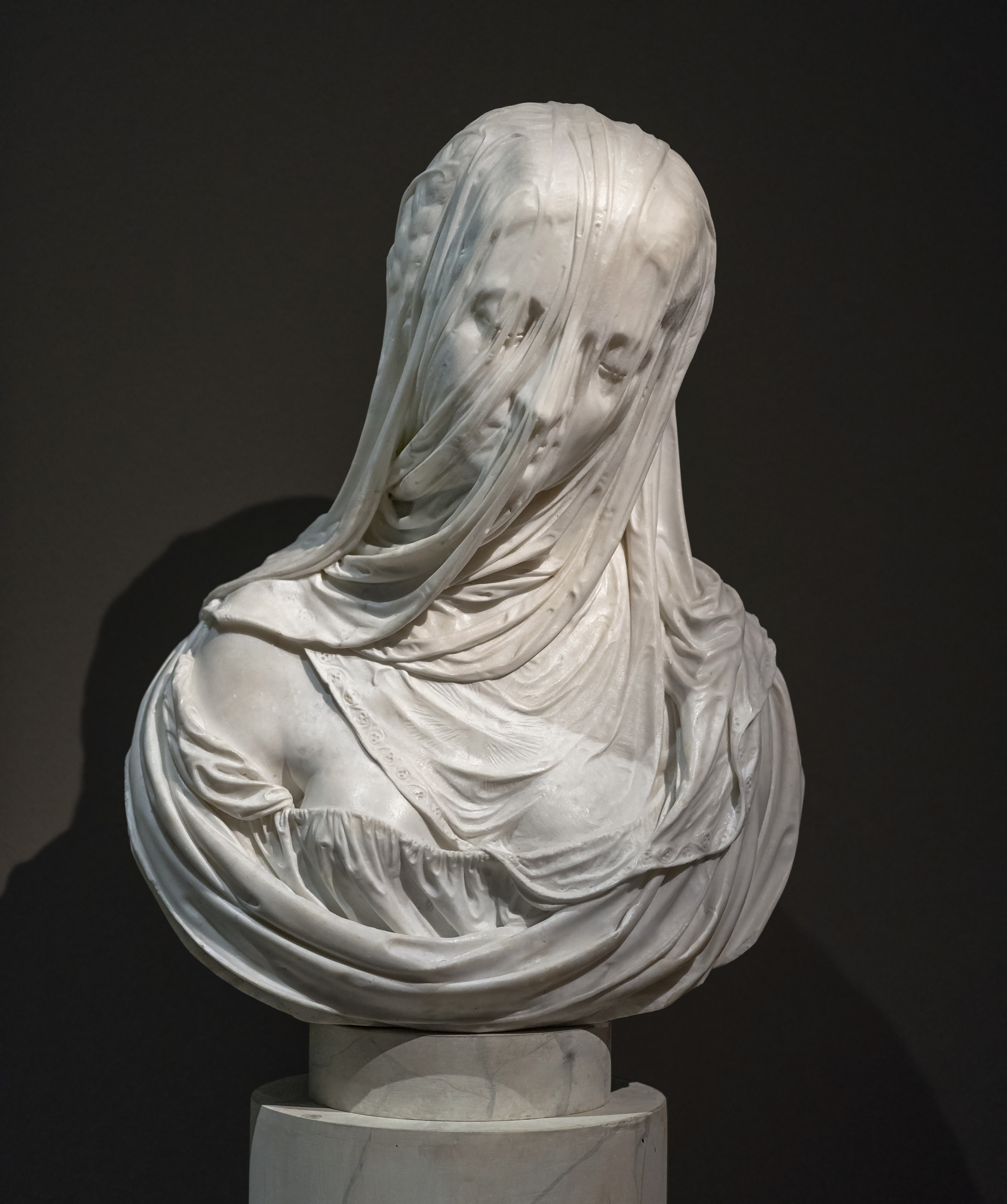
Verschleierte Dame von Antonio Corradini
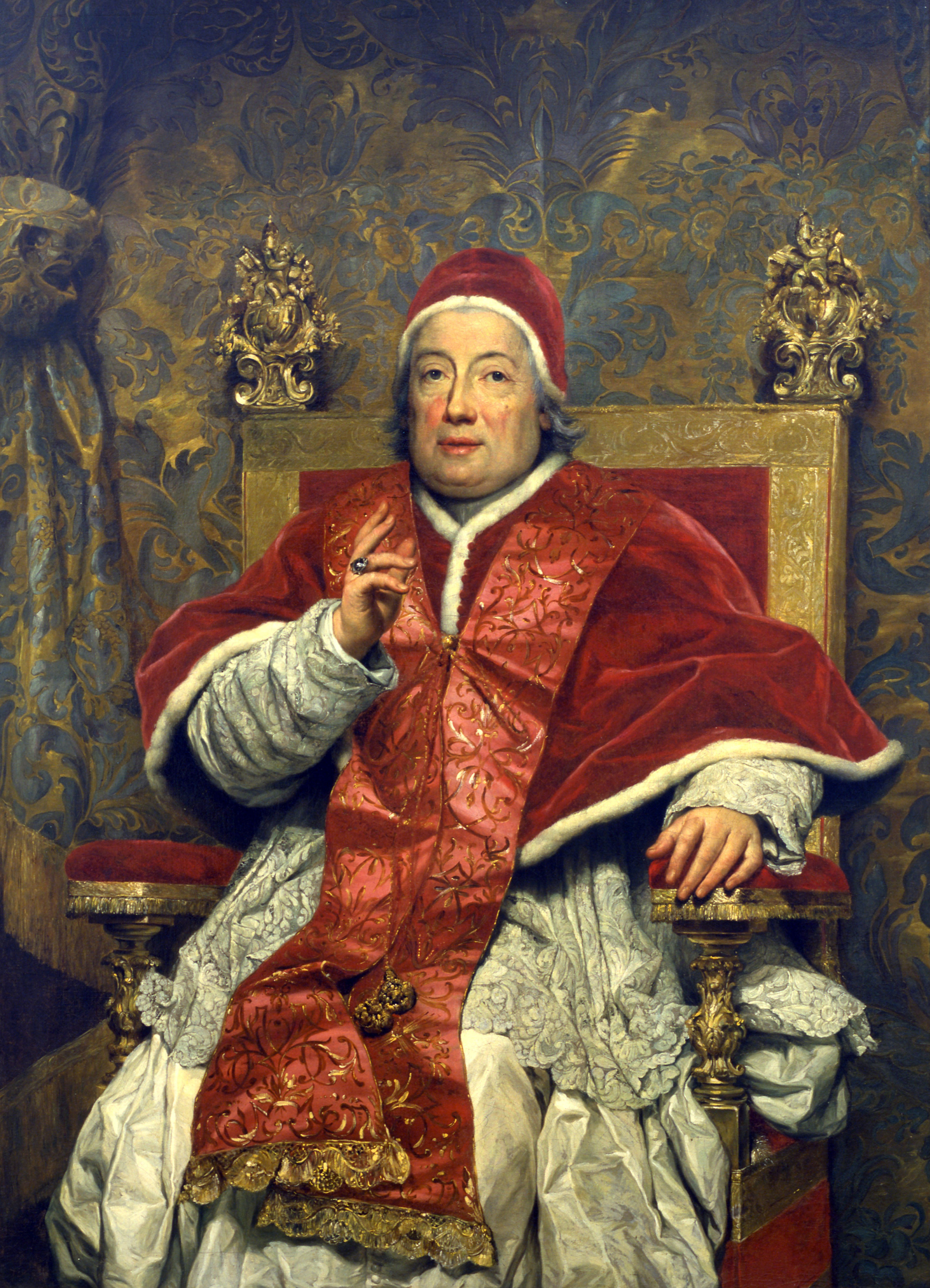
Anton Raphael Mengs: Clemens XIII. Rezzonico
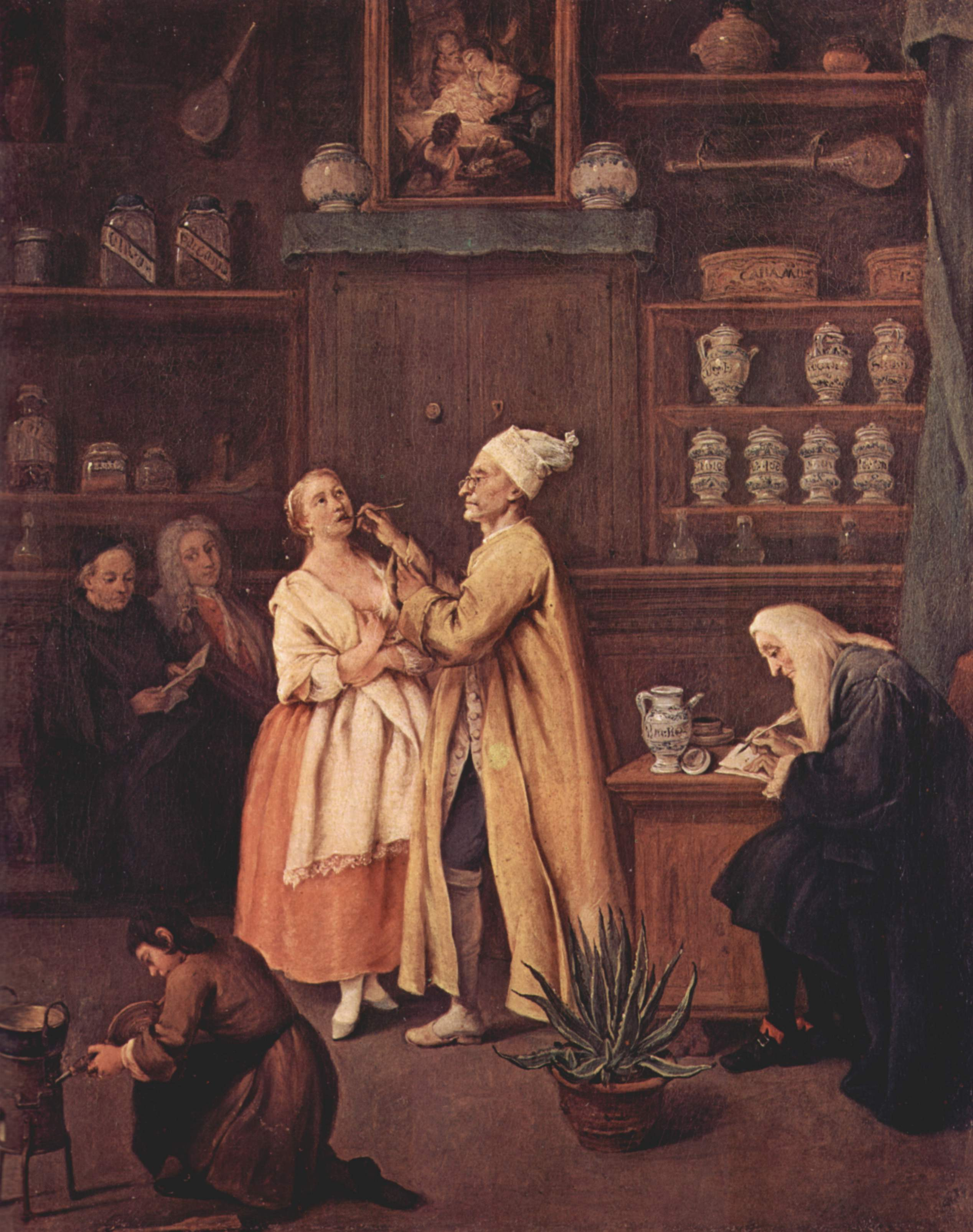
Pietro Longhi: Der Apotheker
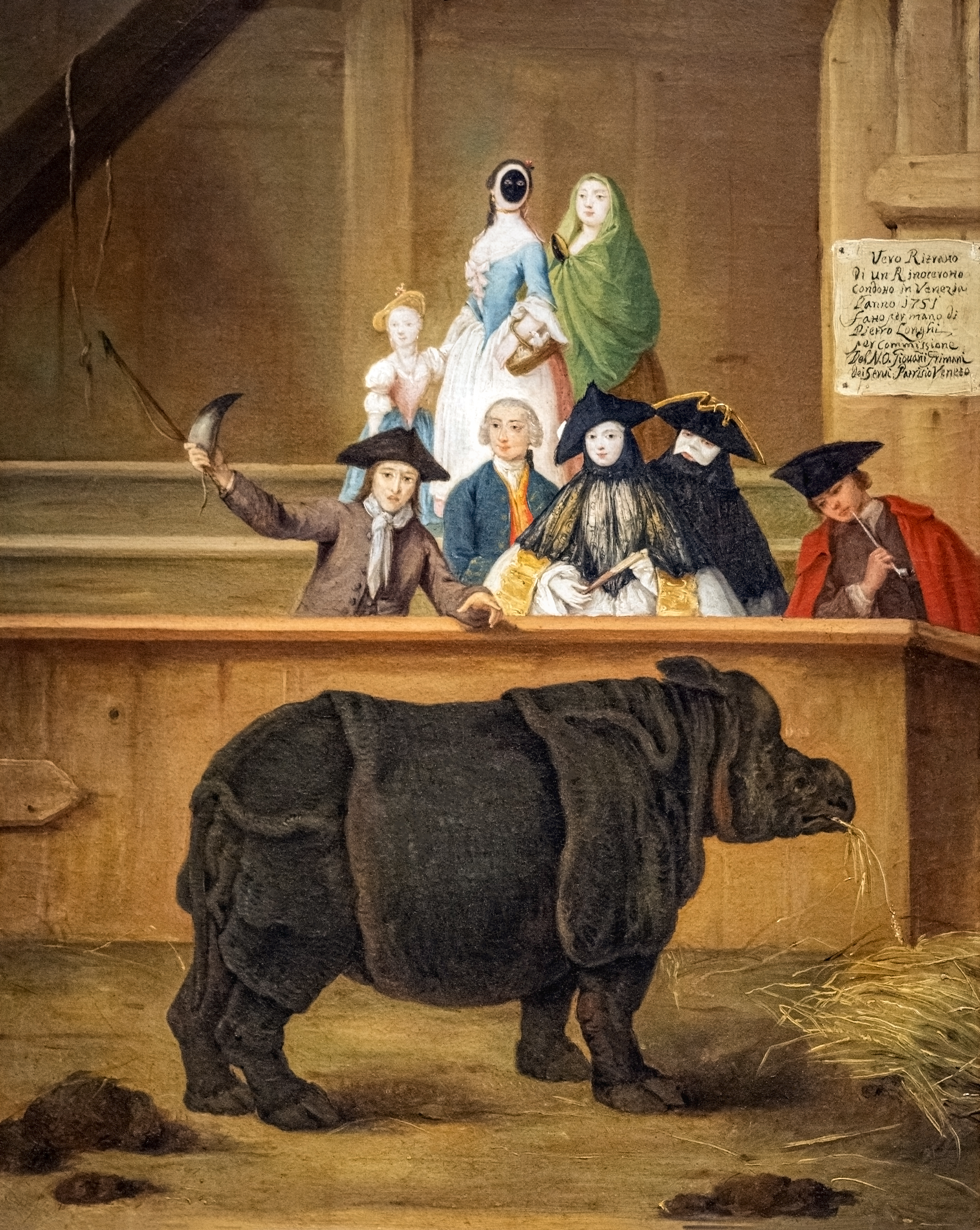
Pietro Longhi: Das Rhinozeros
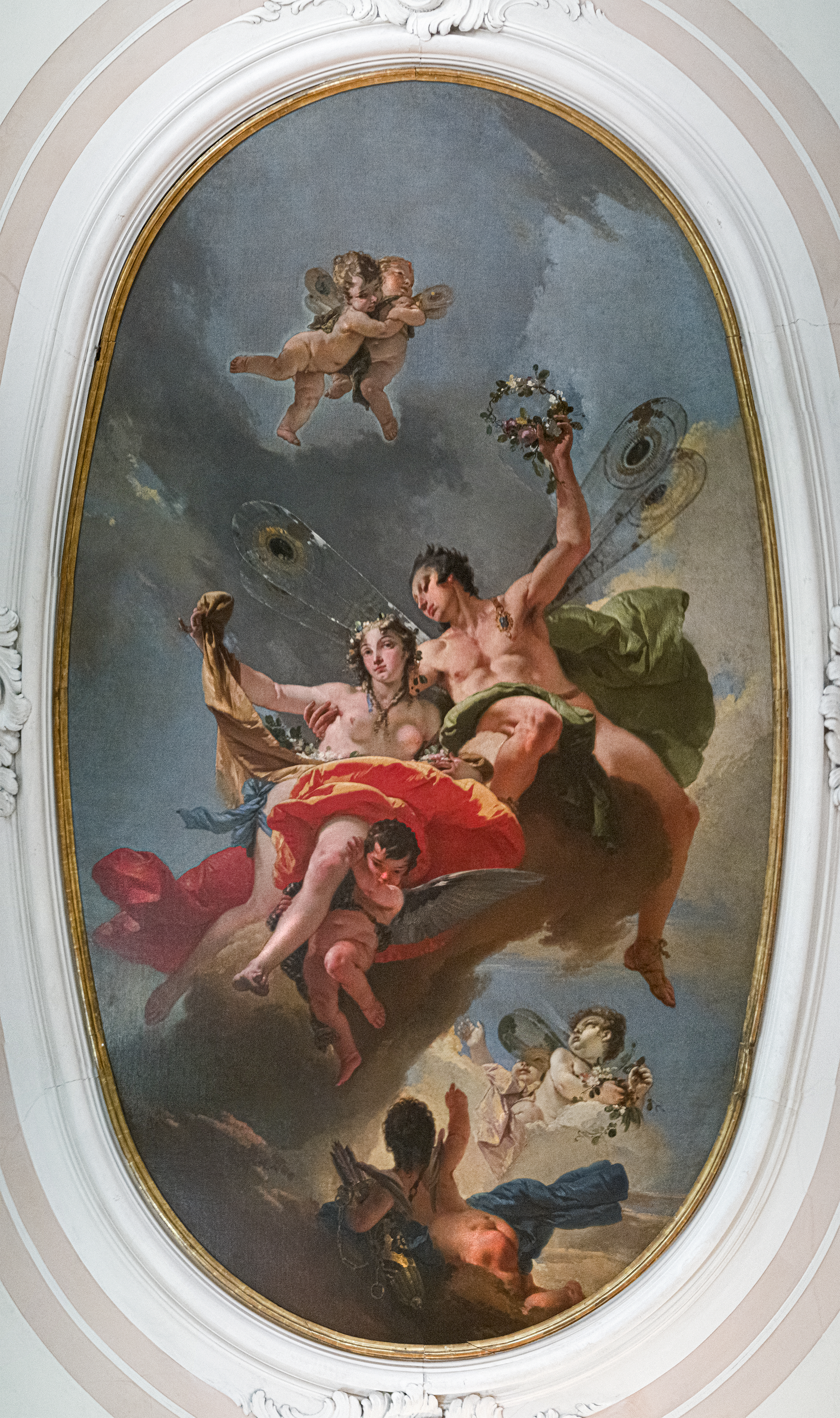
Giovanni Battista Tiepolo: Zephyr und Flora